# The Painters
The Painters je čtyřpísňové EP americké hudební skupiny Animal Collective. Vydáno bylo 17. února roku 2017 společností Domino Records, téměř přesně rok po vydání desky Painting With. Nahráno bylo ve stejné době jako toto album. Vydáno bylo jak na kompaktním disku, tak i digitálně a na gramofonové desce. Autorem obalu alba je Brian DeGraw, přispěl na něj rovněž Rob Carmichael. Kromě tří autorských písní obsahuje album také coververzi písně „Jimmy Mack“ autorského tria Holland–Dozier–Holland.

## Seznam skladeb
| Pořadí         | Název          | Autor                  | Délka |
| -------------- | -------------- | ---------------------- | ----- |
| 1.             | Kinda Bonkers  | Animal Collective      | 3:14  |
| 2.             | Peacemaker     | Animal Collective      | 3:16  |
| 3.             | Goalkeeper     | Animal Collective      | 2:48  |
| 4.             | Jimmy Mack     | Holland–Dozier–Holland | 4:07  |
| Celková délka: | Celková délka: | Celková délka:         | 13:25 |

## Obsazení
- David Portner (Avey Tare)
- Noah Lennox (Panda Bear)
- Brian Weitz (Geologist)